# Giuseppe Versaldi
Giuseppe Versaldi (Villarboit, 1943. július 30. –) olasz katolikus püspök, bíboros, 2015 óta a Tanulmányi Intézetek Katolikus Nevelésügyi Kongregációja prefektusa. 2011 és 2015 között a Szentszék Gazdasági Prefektúrája elnökeként, korábban pedig alessandriai püspökként szolgált.

## Élete

### Fiatal évei
Giuseppe Versaldi 1943. július 30-án született Villarboitban, az észak-olaszországi Vercelli megyében. Középiskolai tanulmányait követően belép a vercelli szemináriumba, melynek elvégzése után 1967-ben pappá szentelik. A Vercelli főegyházmegyébe inkardinálják, 1972-ig itt lát el különböző lelkipásztori feladatokat. Ekkor Rómába küldik, ahol folytatja tanulmányait: 1976-ra pszichológiai diplomát és kánonjogi doktorátust szerez a Gregoriana Pápai Egyetemen.
1976-ban visszatér Vercellibe, ahol a családpasztorációs központ felállításával bízzák meg. 1980-tól pszichológiát és kánonjogot oktat Gregoriana Pápai Egyetemen, 1985-től részt vesz az Apostoli Szignatúra Legfelsőbb Bírósága munkájában. 1993-ban egyetemi tanári kinevezést kap, később Torinóban és Velencében is oktat.

### Püspöki pályafutása
1994-ben az akkori vercelli érsek, Tarcisio Bertone, kinevezi a főegyházmegye általános helynökévé. Ezt a pozíciót egészen 2007-ig tölti be, amikor XVI. Benedek pápa kinevezi az Alessandriai egyházmegye élére. Püspökké szentelésére 2007. május 26-án kerül sor, hivatalába június 10-én iktatják be. Négy éven át szolgál megyéspüspökként, 2011-től a Római Kúrián tölt be különböző posztokat.

### A Római Kúrián
2011. szeptember 21-én a pápa a Szentszék Gazdasági Prefektúrája elnökének nevezi ki ad personam érseki címmel. 2012. február 18-i konzisztóriumon Benedek pápa bíborossá kreálja a diakónusi rendbe. Római címtemploma a Sacro Cuore di Gesù a Castro Pretorio. A pápa még ebben az évben a Apostoli Szignatúra, a Püspöki Kongregáció és a Megszentelt Élet Intézményeinek és az Apostoli Élet Társaságainak Kongregációja tagjává jelöli. 2013-ban részt vesz a Ferenc pápát megválasztó konklávén.
2015. március 31-én Ferenc pápa a Tanulmányi Intézetek Katolikus Nevelésügyi Kongregációja prefektusának nevezi ki. 2017 óta a Népek Evangelizációjának Kongregációja, 2018 óta pedig a Szenttéavatási Ügyek Kongregációja tagja.